# Verzuolo
Verzuolo (en français Verseul) est une commune italienne de la province de Coni, dans la région Piémont.

## Administration
| Période                                  | Période | Identité | Étiquette | Qualité |
| ---------------------------------------- | ------- | -------- | --------- | ------- |
|                                          |         |          |           |         |
| Les données manquantes sont à compléter. |         |          |           |         |

### Hameaux
Falicetto, Villanovetta, Papò, Chiamina, S. Bernardo, Pomerolo

### Communes limitrophes
Costigliole Saluzzo, Lagnasco, Manta (Italie), Pagno, Piasco, Savigliano, Villafalletto

## Personnalités liées à la commune
- Cesare Segre (1928-2014), philologue, sémiologue et critique littéraire italien[2].
- Flavio Briatore (1950-), homme d'affaires italien[3].
- Davide Perona (1968-), coureur cycliste italien[4].